# Cortaderia selloana
La Cortaderia selloana, denominada comunament gineri, plomalls, plomes, cortadèria o herba de la pampa, és una planta de la família Poaceae (gramínies) originària d'Amèrica del Sud. Va ser introduïda a Europa el 1848 com a planta ornamental. Ha estat també utilitzada freqüentment per fixar talussos i alimentar ocells. A Catalunya, com a d'altres indrets del món, es considera una espècie invasora que amb la seva expansió té l'efecte d’eliminar jonqueres i canyissars.

## Descripció
És una planta robusta, de fins a 4 metres d'alçada i 3,5 metres de diàmetre, de creixement molt ràpid. Les seves fulles són allargades i estretes, serrades i aspres (d'on prové la designació argentina de "cortadera"). Les tiges floríferes són erectes i amb denses panícules blanques de fins a 80 cm o més, compostes per entre 3 i 7 flors cada una. Es tracta d'una planta dioica, que té el període de floració entre setembre i octubre. Utilitza el vent com a mitjà de pol·linització (anemofília), que dispersa el pol·len fins a distàncies de diversos quilòmetres.

## Hàbitat
En el seu hàbitat originari (Argentina, Uruguai, Brasil i Xile) s'acostuma a trobar en sòls humits i a les vores dels rius. També es pot trobar en marges i talussos de carreteres i camins, així com terrenys poc compactes. Pot viure en tota mena de sòls, tot i que mostra preferència pels profunds i ben drenats, i en especial, els sorrencs.

## Espècie invasora
Forma poblacions denses que poden excloure la presència d'altres plantes. Disminueix la qualitat de les pastures i incrementa el risc d'incendi. S'ha suggerit l'arrencada de les plantes com a mètode d'eliminació preferent i l'ús d'herbicides (glifosat) però amb possibles repercussions sobre poblacions d'amfibis. Pot influir fortament en la dinàmica dels sistemes fluvials i un control és imprescindible per a conservar els llits fluvials en bon estat.